# 韦洛达斯蒂科
韦洛达斯蒂科（義大利語：Velo d'Astico），是意大利威尼托大区维琴察省的一个市镇。总面积22平方公里，人口2429人，人口密度110.4人/平方公里（2009年）。国家统计（ISTAT）代码为024115。